# Maxim Walerjewitsch Schalunow
Maxim Walerjewitsch Schalunow (russisch Максим Валерьевич Шалунов, englisch Maxim Shalunov; * 31. Januar 1993 in Tscheljabinsk) ist ein russischer Eishockeyspieler, der seit August 2021 bei Lokomotive Jaroslawl aus der KHL unter Vertrag steht und auf der Position des rechten Flügelstürmers spielt.

## Karriere
Maxim Schalunow begann seine Karriere als Eishockeyspieler in seiner Geburtsstadt in der Nachwuchsabteilung von HK Traktor Tscheljabinsk. In der Saison 2010/11 debütierte er in der KHL. Der Flügelspieler wurde im NHL Entry Draft 2011 in der vierten Runde als insgesamt 109. Spieler von den Chicago Blackhawks aus der National Hockey League ausgewählt. In der Spielzeit 2013/14 war Schalunow für die Rockford IceHogs in der American Hockey League aktiv. Im Juli 2014 wurde der Flügelstürmer von HK Sibir Nowosibirsk verpflichtet und entwickelte sich dort zum Leistungsträger. In der Saison 2016/17 war er zusammen mit Sergei Schumakow Topscorer von Sibir und wurde daher für das KHL All-Star Game 2017 nominiert.
Im Mai 2017 wurde er zusammen mit Schumakow und Konstantin Okulow (und damit die drei Topscorer des Teams) an den HK ZSKA Moskau abgegeben, Sibir Nowosibirsk erhielt im Gegenzug den Spieler Alexander Scharow sowie eine finanzielle Entschädigung. Auch beim Armeesportklub ZSKA war er in den folgenden Jahren einer der Leistungsträger, erreichte in der Saison 2017/18 die beste Plus/Minus-Wertung der gesamten Liga und wurde 2019 mit dem Klub russischer Meister und Gagarin-Pokal-Sieger.
Im August 2021, nach Auslaufen seines Vertrages beim ZSKA, wechselte er innerhalb der KHL zu Lokomotive Jaroslawl.

### International
Schalunow vertrat sein Heimatland Russland erstmals bei der World U-17 Hockey Challenge 2010 in der kanadischen Provinz Ontario. Die Russen verloren dabei im Spiel um die Bronzemedaille gegen Schweden und beendeten das Turnier auf dem vierten Rang. Daneben nahm Schalunow im Juniorenbereich an der U18-Junioren-Weltmeisterschaft 2010, der U18-Junioren-Weltmeisterschaft 2011 sowie der U20-Junioren-Weltmeisterschaft 2013 teil.

## Erfolge und Auszeichnungen
- 2011 Bronzemedaille bei der U18-Junioren-Weltmeisterschaft
- 2013 Bronzemedaille bei der U20-Junioren-Weltmeisterschaft
- 2017 Teilnahme am KHL All-Star Game
- 2018 Beste Plus/Minus-Wertung der KHL (+28)
- 2019 Russischer Meister und Gagarin-Pokal-Sieger mit dem HK ZSKA Moskau